# Johnrehnia australiae
Johnrehnia australiae är en kackerlacksart som först beskrevs av Brunner von Wattenwyl 1865.  Johnrehnia australiae ingår i släktet Johnrehnia och familjen småkackerlackor. Inga underarter finns listade i Catalogue of Life.